# 라이언 헌터레이

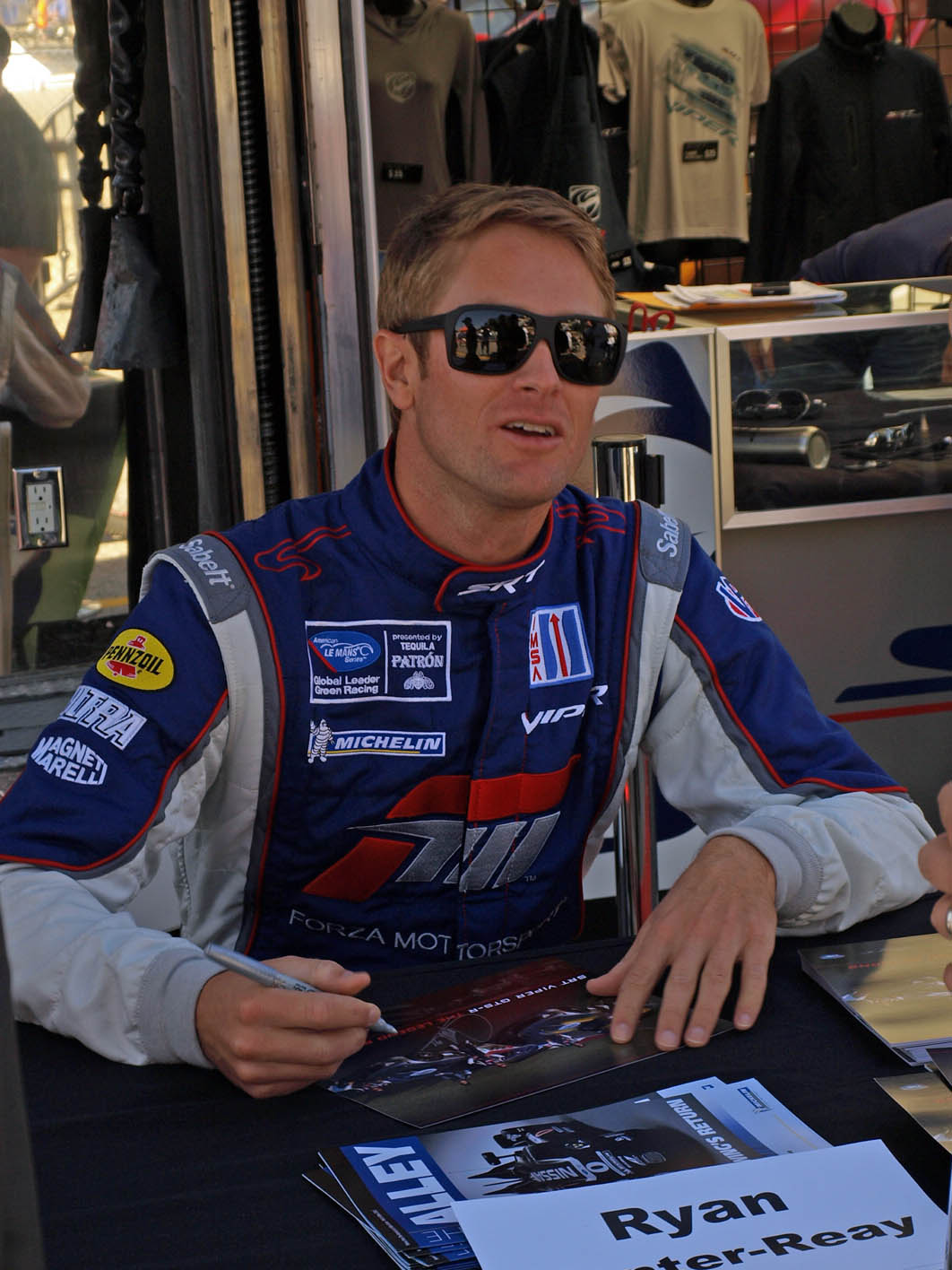
라이언 헌터레이

라이언 헌터레이(Ryan Hunter-Reay, 1980년 12월 17일 ~ )는 미국의 자동차 경주 선수이다.